# Lluís Sastre
Lluís Sastre Reus, né le 26 mars 1986 à Binissalem (îles Baléares, Espagne), est un footballeur espagnol qui joue au poste de milieu défensif avec le AEK Larnaca. Son frère aîné, Rafel Sastre, est aussi footballeur.

## Biographie

### En club
À partir de 1998, Lluís Sastre se forme à La Masia, le centre de formation du FC Barcelone. Il passe par toutes les catégories de jeunes entre 1998 et 2004.
En 2004, il joue avec le FC Barcelone C. De 2005 à 2007, il joue avec le FC Barcelone B. Il joue trois matches avec l'équipe première, en Copa Catalunya, lors de la saison 2006-2007.
De 2007 à 2012, il joue avec la SD Huesca. Puis, de 2012 à 2015, il joue au Real Valladolid. Il dispute notamment 43 matchs en première division avec Valladolid, inscrivant un but.
En 2015, il rejoint le CD Leganés, qui monte en première division au terme de la saison. Lors de la saison 2015-2016, il inscrit trois buts en Segunda División avec ce club.

### Équipe nationale
En 2005, Lluís Sastre joue deux matches avec l'équipe d'Espagne des moins de 19 ans.

## Palmarès
Avec le FC Barcelone :
- Vainqueur de la Copa Catalunya en 2007